# خدمة حرس الإنقاذ في شيكاغو
تقوم خدمة الإنقاذ أو وحدة الشواطئ والمسابح في منطقة شيكاغو بارك بتوظيف أكثر من ألف موظف متخصصين في مجال الرياضات المائيِة خلال فصل الصيف وعلى مدار 300 عام من انشائها لحماية حياة المستفيدين والزبائن.و قد تم توزيع عناصر الإنقاذ على جميع المسابح والشواطئ في شيكاغو والتي تشمل: 23 شاطئ على بحيرة ميشيغان - التي تعتبر ثاني أكبر بحيرة من البحيرات الخمس في أمريكا الشمالية من حيث الحجم والثالثة من حيث المساحة – بالإضافة إلى شاطئ داخلي واحد، أما المسابح ف تضم 26 مسبح داخلي و 51 مسبح خارجي في حدائق المدينة و 15 مسبح في المدارس العامة.
يمكن تعريف الخدمة بأنَها أكبر قوة إنقاذ للبلديات في العالم وتتم مراقبتها بانتظام من قبل ممثلي اليابان وأستراليا وأيرلندا وألمانيا وكاليفورنيا وفلوريدا وأماكن أخرى. تغطي الخدمة أيضًا واجهة مائية أكثر من أي قوة إنقاذ فردية موجودة في العالم؛ إذ تغطي شواطئ شيكاغو أكثر من 26 ميلاً من واجهة البحيرة. مع العلم بأن شيكاغو بارك هي منطقة تدير المنتزهات ومرافق الترفيه والفعاليات والشواطئ والمتاحف والبحيرات والمعاهد الموسيقية والحدائق.

## تاريخ انشائها
تم إنشاء خدمة الإنقاذ في شيكاغو عام 1934 من قبل الهيئة التشريعية في إلينوي- الولاية التي تقع فيها شيكاغو – بموجب قانون توحيد المنتزه وبناء على هذا القانون تم دمج 22 منطقة منتزهات منفصلة موجودة في شيكاغو، أكبر ثلاثة منها كانت لينكولن بارك، وست بارك، وساوث بارك، وكلها تأسست عام 1869. قبل دمج 1934، كانت هناك قوات إنقاذ منفصلة لمعظم مناطق المنتزهات الفردية في شيكاغو. حتى بعد الدمج وتطبيق القانون، كانت هناك بعض البحيرات وأحواض سباحة تعمل بشكل مستقل من قبل مدينة شيكاغو نفسها والتي حافظت على خدمة إنقاذ منفصلة لواجهات بحيرات وأحواض المدينة.
في عام 1959 حصلت اتفاقية بين مدينة شيكاغو وشيكاغو بارك تم بموجبها نقل جميع البحيرات والمسابح التي تملكها المدينة إلى منطقة شيكاغو بارك.  خلال الجهود المبذولة في الدمج، بدأ العديد من مشرفي الحراسة البعيدين، بما في ذلك جورج.إيفرسون، وتوم أوبراين وجوزيف مانسفيلد، في وضع الأساس لما سيصبح خدمة حراسة منطقة شيكاغو بارك بنجاح في دمج خدمة مدينة شيكاغو للحياة مع دورية حراسة منطقة شيكاغو بارك. تم تقديم مساهمات أخرى لخدمة الإنقاذ من قبل سام ليون التي أسست أول برنامج إنقاذ بدائي والذي تبنته جمعية إنقاذ الحياة بالولايات المتحدة.

## جوزيف أ. بيكورارو
أحد حراس الإنقاذ على شاطئ نورث أفينيو على بحيرة ميشيغيان في 1949 ثم أصبح مديرًا لجميع شواطئ ومسابح شيكاغو في 1974، وأشرف على تعليم السباحة، وتعليم الغوص، وتجنيد وتدريب المنقذ، وهو عضو في جمعيات إنقاذ الحياة في الولايات المتحدة وأيرلندا وأستراليا وألمانيا والاتحاد الفدرالي الدولي. من أبرز إنجازاته تأليف «كتيب الإنقاذ» و «كتيب الإنعاش القلبي الرئوي» في شيكاغو. يعتبره العديد من الحراس مثال جيد يحتذى به. مؤخرا قام بكتابة كتابا يوضح فيه تفاصيل وقته في الخدمة.

## ممارسات الإنقاذ الحالية
يقوم اليوم السيد إريك فيشر  بتشغيل خدمة الإنقاذ والإشراف عليه بعد ما تم تقاعد جانيت ماكدونو عام 2011  الذي تولى الإشراف عليها بعد تقاعد جيمي أندرسون عام 2005.
يخضع حراس الإنقاذ لساعات من التدريب المتخصص في إنقاذ المياه، والإنعاش القلبي الرئوي، وإدارة جهاز صدمات القلب الكهربائية الخارجي الآلي، وإدارة الأكسجين، وإصابات العمود الفقري، والإسعافات الأولية. التدريب عبارة عن مزيج من معايير الصليب الأحمر الأمريكي وشيكاغو بارك. يتم إعادة اعتماد كل حارس كل عام ليواصل العمل في منطقة شيكاغو بارك. تعمل عناصر الإنقاذ الآن من الساعة 11 صباحًا حتى 7 مساءً، وتفتح شواطئ شيكاغو في الساعة 8 صباحًا، لذلك تترك هذه الساعات رواد الشاطئ دون إشراف أو مراقبة من قوات الإنقاذ في الصباح. في يوليوعام 2018 حصلت حادثة غرق لفتاة عمرها 13 عام على شاطئ لويولا التابع لمنطقة شيكاغو بارك، وبيَنَ الذين شاهدوا هذه الحادثة أنَ نقص أجهزة الإنقاذ والطفو هو أحد أسباب الوفاة.أدت هذه الحادثة إلى القيام بالعديد من الإجراءات التي تشمل توسيع ساعات الإنقاذ، ووضع الرسوم البيانية التي توضح كيف يبدو شخص ما أنَه يتعرض للغرق أو يطلب النجدة، وتثبيت المزيد من أجهزة الطفو على الشواطئ والقيام بإعطاء دروس سلامة المياه في المدارس.